# Till Demtrøder
Till Demtrøder (Amburgo, 6 maggio 1967) è un attore e doppiatore tedesco, attivo soprattutto in campo televisivo.
Ha anche fondato la società di eventi ExperiArts Entertainment come organizzazione di beneficenza.
Tra i suoi ruoli più noti, figurano quello di Wanja Teschner nella serie televisiva Il medico di campagna (Der Landarzt, 1992-2011), quello di Henning Schulz nella serie televisiva 14º Distretto (Großstadtrevier, 1992-2010), quello di Uwe Marten nella serie televisiva La nostra amica Robbie (Hallo Robbie!, 2002-2009) e quello di Thomas Wolf nella soap opera Verbotene Liebe (2011-...).

## Biografia
Till Demtroder è cresciuto nel quartiere di Rahlstedt ad Amburgo come figlio di un architetto. La sua prima apparizione cinematografica è stata all'età di undici anni nell'adattamento cinematografico del romanzo Am Südhang di Eduard von Keyserling, diretto da Michael Verhoeven. Sono seguiti altri film come attore bambino. Dopo essersi diplomato al Gymnasium Rahlstedt di Amburgo, in realtà voleva diventare giornalista, ma poi ha studiato recitazione ad Amburgo dal 1986 al 1989.
Demtrøder è diventato famoso grazie ai ruoli nelle serie televisive Il medico di campagna, Blankenese, La nostra amica Robbie e 14º Distretto. In 14º Distretto ricopre dal 1992 il ruolo dell'investigatore civile Henning Schulz. Dopo 17 anni, ha lasciato la serie nel 2009. Sempre dal 1992, fino alla fine della serie, ha interpretato un ruolo secondario ricorrente nella serie televisiva Il dottore di campagna.
Come doppiatore, Demtroder ha prestato la sua voce alle star in molti film cinematografici e televisivi internazionali oltre che in numerose serie tv straniere; è anche la voce tedesca di Callan Mulvey nella serie Heartbreak High. È anche apparso nel ruolo di Carth Onasi nei giochi per computer Star Wars: Knights of the Old Republic e Star Wars: Knights of the Old Republic II: The Sith Lords.
Lavora anche come relatore per audiolibri, per i quali ha già ricevuto diversi premi. Tra le altre cose, ha doppiato diversi personaggi della serie radiofonica Die drei ??? o in un episodio di DiE DR3i e della serie radiofonica di TKKG. La sua voce può essere ascoltata anche in molti spot radiofonici e televisivi.
Dal 2006 organizza il Rügen Cross Country e dal 2009 il Tirol Cross Mountain. Demtrøder è attivo come musher da tempo e da febbraio 2016 organizza le Baltic Lights, una corsa di slitte trainate da cani su Usedom, con la sua agenzia di eventi ExperiArts Entertainment GmbH.
Nella stagione 2016 dei Karl May Games a Bad Segeberg è stato scelto per il ruolo di Old Shatterhand nella produzione di Der Schatz im Silbersee.
È sposato e ha tre figlie. Dal 2015 vive in una fattoria vicino a Großhansdorf.
Nel 2018 si è offerto volontario come barcaiolo per i soccorritori in mare della DGzRS.

## Filmografia parziale

### Cinema
- Roadkill (2001)

### Televisione
- Am Südhang - film TV, (1980)
- Musik groschenweise - serie TV, (1990)
- Il medico di campagna (Der Landarzt) - serie TV, (1992-2011)
- 14º Distretto (Großstadtrevier) - serie TV, (1992-2010)
- Immer wieder Sonntag - serie TV, 8 episodi (1993)
- Blankenese - serie TV, (1994)
- Elbflorenz - serie TV, 1 episodio (1994)
- Briefgeheimnis - serie TV, (1994)
- Tatort - serie TV, 1 episodio (1995)
- I ragazzi del windsurf (Gegen den Wind) - serie TV, 1 episodio (1996)
- Mona M. - Mit den Waffen einer Frau - serie TV, 1 episodio (1996)
- Duell zu dritt - serie TV, 1 episodio (1997)
- Röpers letzter Tag - film TV, (1997)
- Il nostro amico Charly (Unser Charly) - serie TV, 1 episodio (2001)
- La nostra amica Robbie (Hallo Robbie!) - serie TV, 59 episodi (2002-2009)
- Inga Lindström - Sehnsucht nach Marielund - film TV, (2004)
- Zwei Herzen und zwölf Pfoten - serie TV, 1 episodio (2006-2008)
- Hamburg Distretto 21 - serie TV, 1 episodio (2009)
- In aller Freundschaft - serie TV, 6 episodi (2009)
- Der Bergdoktor - serie TV, 4 episodi (2010)
- Verbotene Liebe - serie TV, (2011)

## Riconoscimenti
- 2005: Goldene Kamera per 14º Distretto – miglior serie.
- 2008: Star della polizia della Polizei Hamburg. Terzo vincitore dopo Jürgen Roland e Craig Russell.
- 2014: Star dell'anno per l'impegno di beneficenza di Welthungerhilfe

## Doppiatori italiani
Nelle versioni in italiano nelle opere in cui ha recitato, Till Demtrøder è stato doppiato da:
- Francesco Bulckaen[5] in 14º Distretto
- Vittorio Guerrieri e Riccardo Rossi[6] in Il medico di campagna
- Andrea Lavagnino[7] in La nostra amica Robbie